# Joel Heatwole

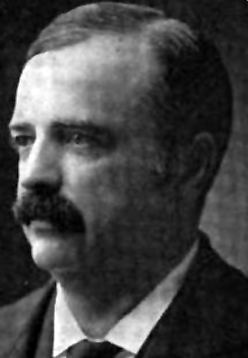
Joel Heatwole

Joel Prescott Heatwole (* 22. August 1856 in Waterford Mills, Elkhart County, Indiana; † 4. April 1910 in Northfield, Minnesota) war ein US-amerikanischer Politiker. Zwischen 1895 und 1903 vertrat er den Bundesstaat Minnesota im US-Repräsentantenhaus.

## Werdegang
Joel Heatwole besuchte die öffentlichen Schulen seiner Heimat und machte danach eine Lehre im Druckerhandwerk. Außerdem wurde er als Lehrer tätig. Zwischenzeitlich war er auch Schulrat in Millersburg. Im Jahr 1876 wurde er in diesem Ort bei einer Zeitung angestellt. Später erwarb er diese Zeitung und wurde deren Herausgeber. Im Jahr 1882 zog Heatwole nach Minnesota. Dort kam er über Glencoe nach Northfield. In dieser Stadt gab er die Zeitung „Northfield News“ heraus.
Politisch war Heatwole Mitglied der Republikanischen Partei. In den Jahren 1886 und 1888 war er Delegierter auf deren regionalen Parteitagen in Minnesota. Außerdem gehörte er dem Staatsvorstand der Partei an. 1890 war er regionaler Parteivorsitzender. Im Jahr 1888 nahm er auch als Delegierter an der Republican National Convention in Chicago teil, auf der Benjamin Harrison als Präsidentschaftskandidat der Partei nominiert wurde. 1890 wurde Heatwole Mitglied im Vorstand der University of Minnesota. Außerdem war er Vorsitzender der Vereinigung der Zeitungsherausgeber von Minnesota. 1892 kandidierte er noch erfolglos für den Kongress. Im Jahr 1894 wurde er Bürgermeister von Northfield.
Ebenfalls noch 1894 wurde Heatwole im dritten Wahlbezirk von Minnesota in das US-Repräsentantenhaus in Washington, D.C. gewählt, wo er am 4. März 1895 die Nachfolge von Osee M. Hall antrat. Nach drei Wiederwahlen konnte er bis zum 3. März 1903 vier Legislaturperioden im Kongress absolvieren. In diese Zeit fielen der Spanisch-Amerikanische Krieg sowie die Annexion der Philippinen und des ehemaligen Königreiches Hawaiʻi. Zwischen 1897 und 1899 war Heatwole Vorsitzender des Committee on Ventilation and Acoustics.
1902 verzichtete er auf eine weitere Kandidatur. In den folgenden Jahren widmete er sich wieder seiner journalistischen Tätigkeit. 1908 strebte er erfolglos die Nominierung seiner Partei für die Gouverneurswahlen an. Joel Heatwole starb am 4. April 1910 in Northfield und wurde dort auch beigesetzt.